# Pebble TV
Pebble TV is een Nederlandstalige televisiezender en zendt 24 uur per dag kinderprogramma's uit zonder reclame. De zender werd opgericht door oud-Kindernet-directeur Henk Krop en begon met proefuitzendingen op 29 oktober 2009. De officiële eerste uitzending vond plaats op 12 november 2009.
Mede-initiatiefnemer is Bas van Toor, beter bekend als clown Bassie. Pebble TV vermijdt beelden met een sterke visuele impact maar brengt inhoudelijke programma's waarbij de beelden illustratief zijn voor het verhaal. Sterke visuele prikkels waar kinderen onrustig van worden, worden vermeden.

## Series
Enkele voorbeelden van series die worden uitgezonden zijn:
- Alfred J. Kwak
- Bamboe Beren
- Bassie en Adriaan
- Bernard
- Biker mice from Mars
- Boes
- Cam & Leon
- Canimals
- Chloe's Toverkast
- Conni
- Dag juf, tot morgen
- De Bluffers
- De familie Sanders is anders
- De Snorkels
- Dibo de Wensdraak
- Dommel
- Er was eens...
- Flin & Flo
- Foofur
- Hoota & Snoz
- Jan Jans en de kinderen
- Kikker en zijn Vriendjes
- Kiwi & Slinger
- Lucky Luke
- Moomin
- Nijntje
- Ocean girl
- Ovide en zijn vriendjes
- Plonsters
- Professor Balthazar
- The Fairytaler
- The koala brothers
- Tip de Muis
- Troetelbeertjes
- Vrouwtje Theelepel
- Where's Chicky
- Wickie de Viking

## Films
Enkele voorbeelden van films die worden uitgezonden:
- Artic Tale
- De hond van Vlaanderen
- De Leeuw van Oz
- De Magische Draaimolen
- Asterix en Obelix
- David de Kabouter
- Dennis the Menace
- Gullivers Reizen
- Het huis met de krokodillen
- In Oranje
- Lucky Luke
- Marco Macaco
- Oceanworld
- Pinokkio

Lijst van televisiekanalen in Nederland